# Stockport County FC
Stockport County FC is een Engelse voetbalclub uit Stockport, Greater Manchester. De club werd in 1883 gesticht onder de naam Heaton Norris Rovers. Toen de stad in 1890 een "County Borough" werd, wat vergelijkbaar is met een stadsdeel waarbij het onafhankelijk opereert van provinciebestuur, veranderde de naam in Stockport County. Sinds 1902 speelt het op Edgeley Park en speelt in de kleuren blauw en wit. De bijnaam Hatters is afgeleid van de hoedenindustrie waar de stad om bekend is, maar doorgaans wordt de club simpelweg "County" genoemd.
De meest succesvolle periode van de club stamt uit de jaren negentig, toen het zes seizoenen uitkwam in de First Division. In diezelfde periode bereikte de club de halve finale van de League Cup. Na de eeuwwisseling raakte Stockport in verval en in 2013 degradeerde de ploeg zelfs naar het zesde niveau, de Conference North. Na drie titels in zes jaar keerde Stockport County in 2024 terug in de League One, het derde niveau.

## Historie

### Ruim 100 jaar in anonimiteit
Tot 1900 speelde de club in de Lancashire League voordat ze werd toegelaten tot de tweede klasse. De club speelde een tijd in de tweede klasse maar kwam ook terecht in lagere divisies, en sinds 1926 speelde de club op enkele seizoenen na altijd in de laagste profdivisie. Tot de eind jaren tachtig werd slechts een aantal maal promotie afgedwongen, namelijk in de seizoenen 1936/37 en 1966/67. Gedurende deze jaren is de club vaak hekkensluiter geworden waardoor de club talloze herkiezingen moest doorstaan (automatische degradatie uit de profdivisies bestond toen nog niet) dat uiteindelijk altijd lukte en degradatie naar het amateurniveau vermeden werd.

### Succesjaren onder Bergara
In het seizoen 1988/89 werd de Uruguayaan Danny Bergara als manager aangesteld waarmee de club hun beste tijden ooit ervoeren. De club promoveerde gedurende deze jaren weliswaar maar een keer, naar de derde afdeling van het Engelse voetbal, maar beleefde zijn beste jaren met vier optredens op Wembley, twee keer in de finale van de Football League Trophy in 1991/92 en 1992/93, destijds de Autoglass Cup genaamd, en twee keer in de finale van de play-offs voor promotie tegen Peterborough United in 1991/92 en tegen Burnley FC in 1993/94. In 1995 was de chemie tussen manager en voorzitter uitgewerkt en werd de manager ontslagen. Geen enkele keer eindigde de club in jaren tussen 1989 en 1995 in het rechterrijtje terwijl de club in de 20 jaren daarvoor maar een enkele keer in het linkerrijtje eindigde. Vanwege deze ommekeer en door zijn aansprekende karakter ging Bergara de boeken in als een van de meeste geliefde en succesvolle managers ooit. Bergara overleed in 2007 en als eerbetoon werd in de zomer een wedstrijd georganiseerd waarbij de fans afscheid konden nemen van hun idool.

### Toppunt onder Jones
Gedurende het seizoen 1995/96 werd Dave Jones aangesteld als manager. Dat jaargang was verder onopmerkelijk, maar het seizoen daarna, 1996/97, werd het meest succesvolle seizoen ooit. Niet alleen eindigde de club tweede dat daarmee promotie naar de First Division afdwong, ook werd de halve finale bereikt in de League Cup via overwinningen op onder meer drie Premier League clubs, West Ham United, Blackburn Rovers en Southampton. De club eindigde in het seizoen 1997/98 knap op de achtste plaats tussen clubs zoals Manchester City, Birmingham City en Nottingham Forest, haar beste resultaat ooit in het Engelse voetbal. Dave Jones werd als manager begeerd door vele clubs en vertrok naar Southampton. De sterspelers werden om financiële redenen verkocht en voor Stockport betekende dit het einde van een succesvolle periode die 10 jaar eerder begon.

### Begin van misère
De club eindigde de volgende drie seizoenen in de onderste regionen van de First Division en in het seizoen 2001/02 beleefde de club een van zijn slechtste seizoenen ooit waarbij het in maart al naar de League One degradeerde met maar 26 punten, de minst aantal behaalde punten sinds de Tweede Wereldoorlog. Na drie magere jaren onder diverse managers in de League One degradeerde de club in 2005 met wederom 26 punten naar de League Two.

### Dure wederopstanding
Nadat de club het seizoen erop in 2006 ternauwernood degradatie naar het amateurniveau ontlopen had, werd oud-speler en publiekslieveling Jim Gannon aangesteld als manager. Hij stabiliseerde de club met een aantal goede aankopen met goed tactisch en technisch onderbouwd veldspel waarop in 2008 via de play-offs promotie naar League One werd afgedwongen. De achterban had eindelijk weer iets om voor te juichen, later zou duidelijk worden tegen welke prijs.

### Financiële malaise en afscheid van profvoetbal

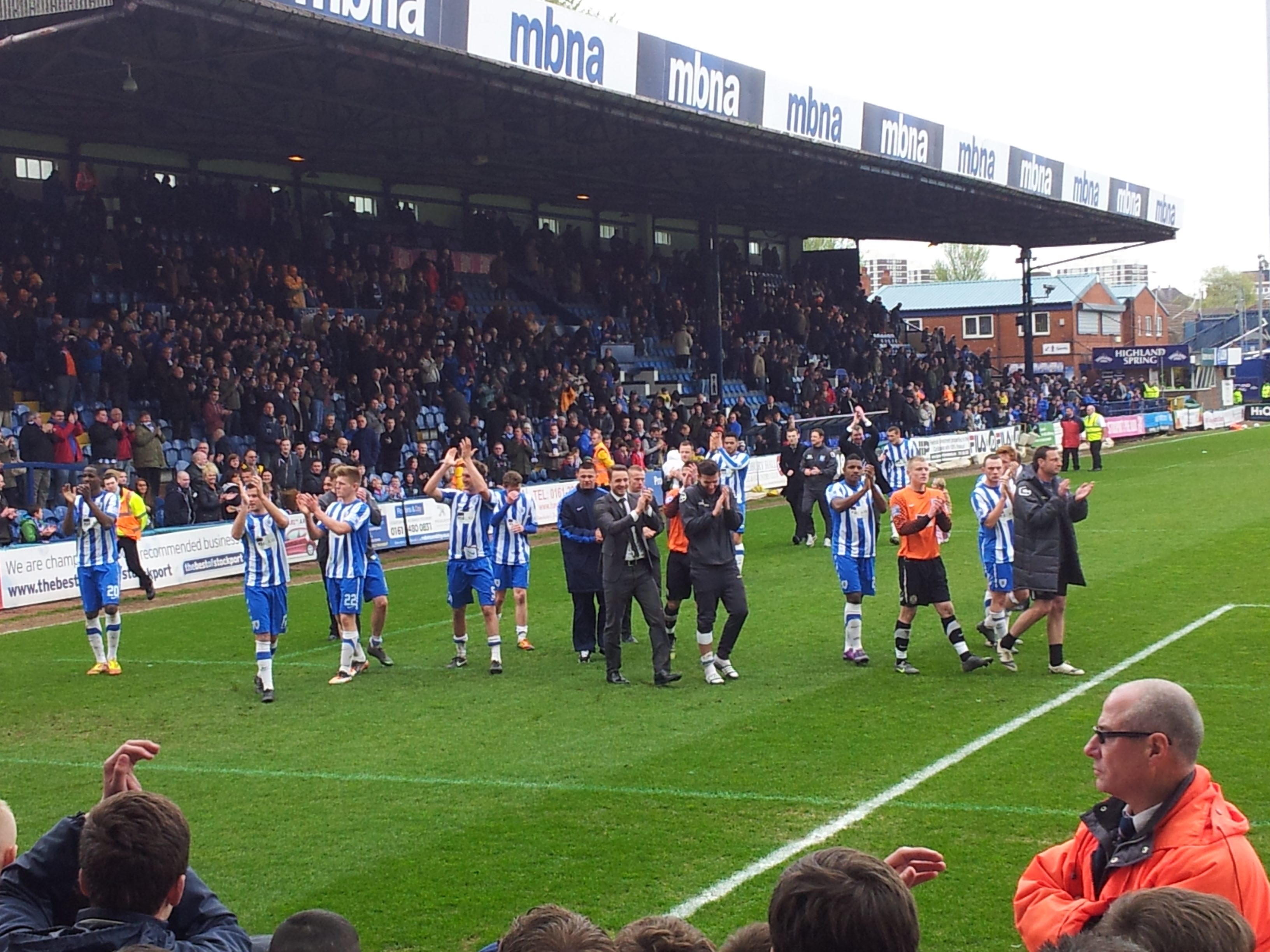
De spelers van Stockport County, April 2012

Tijdens het eerste jaar terug in League One bleek dat de club door wanbeleid gedurende de voorgaande jaren in financiële nood verzeild was geraakt. Schuldeisers konden niet worden terugbetaald en faillissement dreigde. De club was gedwongen afscheid te nemen van alle sterspelers zoals Anthony Pilkington en Ashley Williams en ook manager Jim Gannon om in leven te kunnen blijven. Mede door de goede eerste helft van het seizoen handhaafde de club zich in de divisie ondanks de mindere tweede helft en een puntenaftrek van 10 punten. Ex-Liverpoolspeler Gary Ablett nam in 2009 het roer over maar kon degradatie naar League Two niet voorkomen en werd kort daarna in de zomer van 2010 ontslagen. De club was inmiddels na ruim een jaar financiële onzekerheid stabiel geworden maar moest opereren met een minimale begroting. Het jaar daarop eindigde het onder nieuwe manager Paul Simpson stijf onderaan met 25 punten, waardoor de club na 111 jaar op profniveau afzakte naar de Conference National.

### Afgang nog niet compleet
In de zomer van 2011 werd Dietmar Hamann aangesteld als de nieuwe trainer met de belofte dat de club overgenomen zou worden door een consortium geleid door zakenman Tony Evans. Deze overname kwam uiteindelijk niet tot stand waardoor Hamann, mede door de teleurstellende resultaten, de club verliet. In januari 2012 werd voormalig manager Jim Gannon aangesteld waarna de club door een aantal goede series neer te zetten degradatie naar het Engelse 6e niveau ontliep. Na een slechte serie resultaten in het seizoen 2012/13 werd Gannon in januari 2013 ontheven uit zijn functie. Op 24 januari 2013 werd Darije Kalezić, die eerder als trainer actief was bij De Graafschap en bij Zulte Waregem, aangesteld als trainer en Stuart Watkiss als zijn assistent. Op 12 maart 2013 verliet Stuart Watkiss de club vanwege lichamelijke klachten. Op 20 maart 2013 werd Kalezić na 12 officiële wedstrijden, waarin drie keer werd gewonnen, ontslagen met Stockport op de rand van degradatie. Op dezelfde dag werd voormalig Gateshead FC manager Ian Bogie aangesteld als nieuwe manager. Een maand later degradeerde de club naar de Conference North, het zesde niveau in de voetbalpiramide, na een 4-0 nederlaag bij Kidderminster Harriers.

### Als semiprofs verder
Na afloop van het seizoen 2012/13, waarin degradatie een feit werd, vertrok het overgrote deel van de selectie op zoek naar profvoetbal. Zo dwong Danny Whitehead een transfer af naar West Ham United en koos speler van het jaar Alex Kenyon voor een avontuur bij Morecambe FC. Anderen verkozen om bij andere clubs te tekenen en in de Conference National te blijven spelen. Een klein aantal had bij Stockport een doorlopend contract en een aantal besloot een nieuw contract te tekenen. Vervolgens werd door de clubleiding besloten verder te gaan als amateurclub aangezien het bestaan als profclub hogere kosten met zich mee brengt. Op 26 juni werd Terry Mitchell aangetrokken als zogenaamde First Team Coach. Mitchell was ook de rechterhand van Bogie tijdens hun periode bij Gateshead FC. Er werden daarnaast spelers aangetrokken van andere amateurclubs voor het begin van het 2013/14 seizoen. Na een succesvol verlopen voorbereiding speelde Stockport op 17 augustus 2013 zijn eerste wedstrijd ooit in de Conference North tegen Boston United. Na een teleurstellende start van het seizoen 2013/14 verliet trainer Ian Bogie na vier nederlagen in vijf wedstrijden de club. Assistent en publieksfavoriet Alan Lord nam het roer over en stabiliseerde de club door verder te bouwen op verdedigers Stephen O'Halloran en Mark Lees, door het inbrengen van bewezen aanvallers als Kristian Dennis en Scott Spencer, keeper Danny Hurst en middenvelders Richie Baker en Danny Glover. Lord gaf ook veel jeugdspelers een kans, wat resulteerde in een grillig seizoen, waarna ternauwernood een volgende degradatie werd voorkomen. De club eindigde als 14e en toch heerste er optimisme voor het volgende seizoen. Het seizoen 2014-15 begon met ups en downs, waarbij de club lang de play-offplaatsen in zicht had. Er werden meer spelers gehaald, en Lord gaf wederom de jeugd het vertrouwen. Door vormverlies, blessures en grilligheid van het nog jonge elftal eindigde de club uiteindelijk als 11e. Na het seizoen maakte Lord bekend dat hij zijn rol als hoofdtrainer te willen ruilen voor een rol achter de schermen als Director of Football, en kon de club de zoektocht beginnen naar een nieuwe trainer.
Op 16 mei 2015 maakte de club de aanstelling bekend van nieuwe hoofdtrainer Neil Young. Samen met assistent Gary Jones en coach en ex-speler Mike Flynn, werd er besloten van het eerste elftal enkel keeper Danny Hurst te behouden, en werd verder de gehele selectie verkocht of verhuurd. Young haalde spelers met veel ervaring in het profvoetbal, zoals verdedigers Gareth Roberts en Sean O'Hanlon, middenvelder Andy Robinson, en aanvaller Kayode Odejayi, evenals gearriveerde spelers uit het amateurvoetbal. Young werd op 12 januari 2016 ontslagen na een reeks slechte resultaten. Een week later keerde Jim Gannon terug naar Edgeley Park voor een derde periode als manager, na een succesvolle periode bij Northwich Victoria. Gannon hielp de club in het seizoen 2015/16 aan een negende plaats in de competitie en winst van de Cheshire Senior Cup. In het volgende seizoen flirtte County een groot deel van het seizoen met de play-offs voordat ze uiteindelijk zakten naar een achtste plaats en dusdoende de play-offs misliepen. De verbetering van resultaten onder Gannon ging door in het seizoen 2017/18, waarin Stockport County als vijfde eindigde en de play-offs haalde. Hierin werd het uitgeschakeld door Chorley (1-0).

### Promotie naar National League

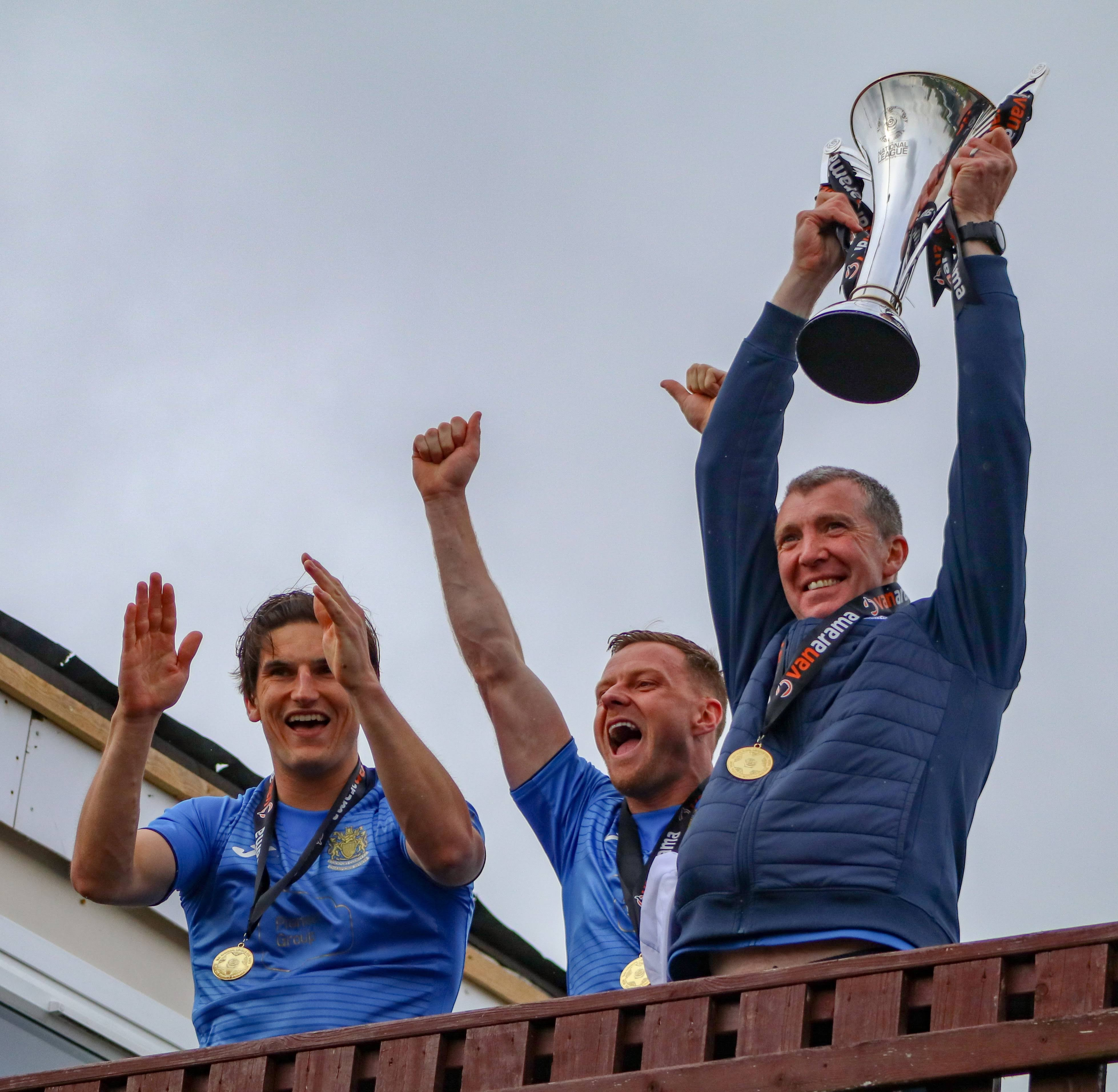
Manager Jim Gannon (rechts) met de National League North trophy. Links Ash Palmer, in het midden aanvoerder Paul Turnbull

In het seizoen 2018/19 slaagde County erin de tweede ronde van de FA Cup te bereiken, door in de eerste ronde League Two-club Yeovil Town uit te schakelen. Hierin verloor het begin december op The Hive van Barnet. County bleef nadien 23 wedstrijden ongeslagen in alle competities en bereikte voor het eerst de halve finale van FA Trophy. Hierin bleek Fylde te sterk. Op 27 april 2019 pakten ze de titel in de National League North en dwongen zodoende promotie af naar de National League. Het betekende voor de club het eerste kampioenschap in 52 jaar.

### Terugkeer naar de EFL met ambitie
Lokale zakenman Mark Stott kocht County in januari 2020 voor een niet nader genoemd bedrag en schold zijn schulden kwijt. Stott beloofde de club terug te laten keren naar fulltime voetbal, de English Football League te bereiken en een nieuw terrein te vinden. Hij stelde in 2021 Dave Challinor aan als manager en County won de National League in 2022 en promoveerde zo terug naar de EFL na een afwezigheid van 11 jaar. 

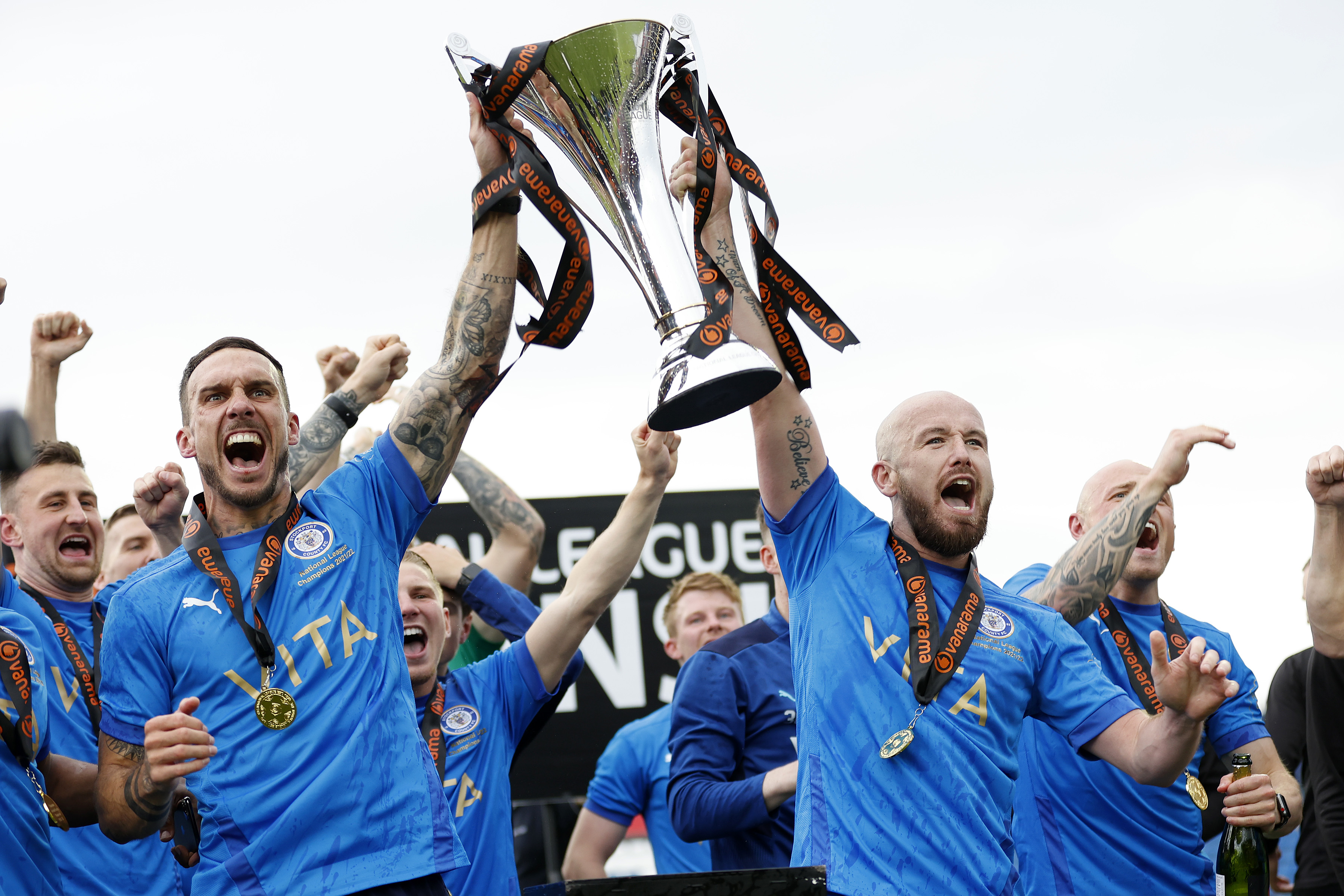
Stockport County lift the National League trophy

In het seizoen 2022-23 belandde de club direct in de playoffs, on vervolgens het jaar daarop als kampioen jaar League One te promoveren. Inmiddels was de populariteit onder de fans zo gegroeid dat de thuiswedstrijden doorgaans uitverkocht waren, en de plannen voor een nieuw terrein vervangen werden met plannen on Edgeley Park uit te breiden naar een capaciteit van 18.000 in 2026. Het seizoen 2025-26 haalde de club wederom de playoffs maar werd verloren van Leyton Orient. Voor het seizoen 2024-25 maakte de club hun intenties duidelijk om terug naar de Championship keren door voor een club record van £1M, Malik Mothersille aan te trekken van Peterborough FC, een van de grootste talenten uit League One.

## Erelijst

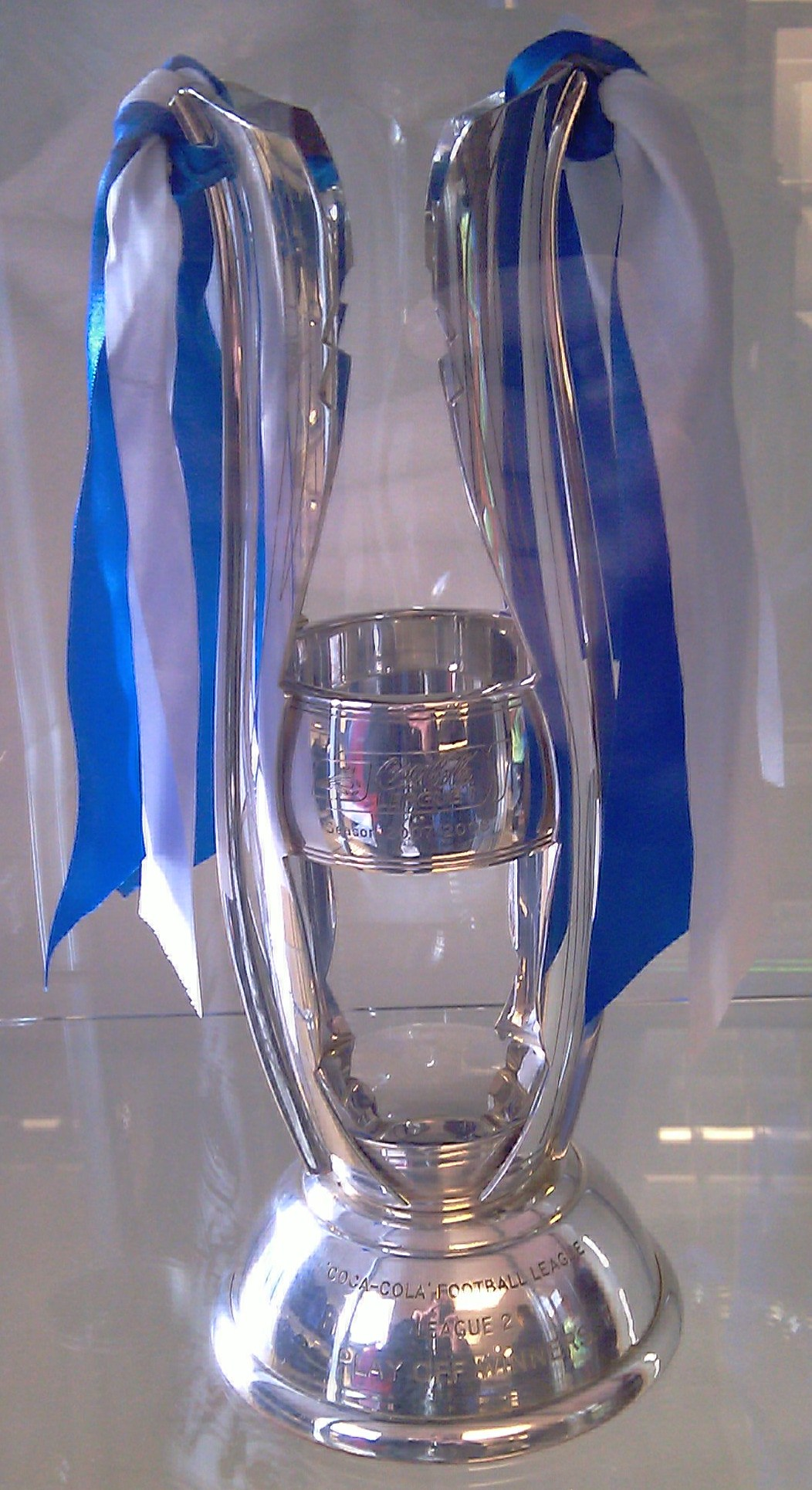
De League Two play-off trofee

- Third Division North / Second Division – Niveau 3
  - Kampioen: 1921/22, 1936/37
  - Promotie: 1996/97
- Fourth Division / League Two – Niveau 4
  - Kampioen: 1966/67, 2023/24
  - Promotie: 1990/91
  - Play-off winnaar: 2007/08
- National League – Niveau 5
  - Kampioen: 2021/22
- National League North – Niveau 6
  - Kampioen: 2018/19
- Third Division North Cup
  - Winnaar: 1934/35

## Eindstanden
Tot de aanstelling van succestrainer Danny Bergara in het seizoen 1988/89 eindigde de club in de jaren zeventig en tachtig meestal in de onderste regionen van het vierde niveau, destijds Fourth Division genaamd (tegenwoordig League Two). Daarna volgde een reeks succesjaren tot ongeveer de eeuwwisseling, met als hoogtepunt de achtste plaats in de First Division, het tweede niveau, in 1998. Daarna raakte de club in sportief en financieel verval dat leidde tot een zesjarig verblijf op het zesde niveau, de National League North. De club staat vandaag de dag bij voetbalkenners bekend als de club met de opmerkelijkste achteruitgang. Na drie titels in zes jaar keerde Stockport County in 2024 terug in de League One, het derde niveau.
Hieronder staan alle eindklasseringen van de club vanaf het seizoen 1919/20.
- 2025 3e
League One
- 2024 1e
League Two
- 2023 4e
League Two
- 2022 1e
National League
- 2021 3e
National League
- 2020 8e
National League
- 2019 1e
National League North
- 2018 5e
National League North
- 2017 8e
National League North
- 2016 9e
National League North
- 2015 11e
Conference North
- 2014 14e
Conference North
- 2013 21e
Conference Premier
- 2012 16e
Conference Premier
- 2011 24e
League Two
- 2010 24e
League One
- 2009 18e
League One
- 2008 4e
League Two
- 2007 8e
League Two
- 2006 22e
League Two
- 2005 24e
League One
- 2004 19e
Second Division
- 2003 14e
Second Division
- 2002 24e
First Division
- 2001 19e
First Division
- 2000 17e
First Division
- 1999 16e
First Division
- 1998 8e
First Division
- 1997 2e
Second Division
- 1996 9e
Second Division
- 1995 11e
Second Division
- 1994 4e
Second Division
- 1993 6e
Second Division
- 1992 5e
Third Division
- 1991 2e
Fourth Division
- 1990 4e
Fourth Division
- 1989 20e
Fourth Division
- 1988 20e
Fourth Division
- 1987 19e
Fourth Division
- 1986 11e
Fourth Division
- 1985 22e
Fourth Division
- 1984 12e
Fourth Division
- 1983 16e
Fourth Division
- 1982 18e
Fourth Division
- 1981 20e
Fourth Division
- 1980 16e
Fourth Division
- 1979 17e
Fourth Division
- 1978 18e
Fourth Division
- 1977 14e
Fourth Division
- 1976 21e
Fourth Division
- 1975 20e
Fourth Division
- 1974 24e
Fourth Division
- 1973 11e
Fourth Division
- 1972 23e
Fourth Division
- 1971 11e
Fourth Division
- 1970 24e
Third Division
- 1969 9e
Third Division
- 1968 13e
Third Division
- 1967 1e
Fourth Division
- 1966 13e
Fourth Division
- 1965 24e
Fourth Division
- 1964 17e
Fourth Division
- 1963 19e
Fourth Division
- 1962 16e
Fourth Division
- 1961 13e
Fourth Division
- 1960 10e
Fourth Division
- 1959 21e
Third Division
- 1958 9e
Third Division North / South
- 1957 5e
Third Division North / South
- 1956 7e
Third Division North / South
- 1955 9e
Third Division North / South
- 1954 10e
Third Division North / South
- 1953 11e
Third Division North / South
- 1952 3e
Third Division North / South
- 1951 10e
Third Division North / South
- 1950 10e
Third Division North / South
- 1949 8e
Third Division North / South
- 1948 17e
Third Division North / South
- 1947 4e
Third Division North / South
- 1946
- 1945
- 1944
- 1943
- 1942
- 1941
- 1940
Third Division North / South
- 1939 9e
Third Division North / South
- 1938 22e
Second Division
- 1937 1e
Third Division North / South
- 1936 5e
Third Division North / South
- 1935 7e
Third Division North / South
- 1934 3e
Third Division North / South
- 1933 3e
Third Division North / South
- 1932 12e
Third Division North / South
- 1931 7e
Third Division North / South
- 1930 2e
Third Division North / South
- 1929 2e
Third Division North / South
- 1928 3e
Third Division North / South
- 1927 6e
Third Division North / South
- 1926 22e
Second Division
- 1925 19e
Second Division
- 1924 13e
Second Division
- 1923 20e
Second Division
- 1922 1e
Third Division North / South
- 1921 22e
Second Division
- 1920 16e
Second Division

- First Division
- Second Division
- Third Division
- Fourth Division
- League One
- League Two
- National League
- National League North

ⓘ In 1992 invoering van de Premier League en opheffing van de Fourth Division; in 2004 opheffing van de First, Second en Third Division.

## Rivaliteiten
Stockport bevindt zich op niet meer dan 10 mijl van zowel Manchester City en Manchester United en lijdt door hun populariteit aan verlies van supporters aan deze clubs. De rivaliteit tussen de clubs is doordat ze niet vaak in dezelfde afdeling speelden niet groot, al is er van oudsher niet veel liefde voor beide clubs. De rivaliteit met City groeide wel eind jaren negentig aangezien ze destijds op hetzelfde niveau uitkwamen.
De grootste rivalen van Stockport zijn Burnley FC en Stoke City FC, mede door de vele beladen ontmoetingen in de jaren negentig ook al komen deze clubs niet uit dezelfde regio. Met clubs uit de regio, zoals Rochdale, Bury, Oldham en Macclesfield is er wel rivaliteit maar die is de laatste jaren wat afgenomen vanwege de mindere prestaties en het feit dat deze clubs nu in andere afdelingen actief zijn. Nu dat de club weer successen doormaakt worden er weer andere rivaliteiten gecreeerd zoals met Wrexham FC.

## Bekende (oud-)spelers
- Noah Abid (jeugd)
- Stuart Baxter
- George Best
- Anthony Pilkington
- John Ruddy
- Rickie Lambert
- Adam le Fondre
- Wayne Hennessey
- Fraser Forster
- Ashley Williams
- Petri Helin
- Shefki Kuqi
- Jarkko Wiss
- Paul Jones
- Richard Sneekes

## Records
- Grootste overwinning: 13-0 tegen Halifax Town AFC op 6 januari 1934 en tevens een Football League record
- Zwaarste verlies: 0-9 tegen de reserves van Everton FC op 9 december 1893
- Opeenvolgende overwinningen: 9 (2006/2007) – gedurende al deze overwinningen werd de nul gehouden, dit is een Football League record
- Opeenvolgende nederlagen: 12 (2009/10)
- Langste voetbalwedstrijd: in een bekerwedstrijd tegen Doncaster Rovers FC, op 30 maart 1946, werd beslist om de wedstrijd te laten voortduren tot er een winnaar was maar na 203 minuten legde de scheidsrechter de wedstrijd stil en kwam er een replay. Dit is tevens een wereldrecord.